# Epitonium sawamurai
Epitonium sawamurai is een slakkensoort uit de familie van de Epitoniidae. De wetenschappelijke naam van de soort is voor het eerst geldig gepubliceerd in 1960 door Azuma.